# Natação nos Jogos Europeus de 2015 - 200 m livre masculino
A competição dos 200 metros livre masculino foi um dos eventos da natação nos Jogos Europeus de 2015, em Baku, no Azerbaijão. Foi disputada no Centro Aquático de Baku nos dias 26 e 27 de junho.

## Calendário
Horário de verão do Azerbaijão (UTC+5).
| Data        | Horário | Fase         |
| ----------- | ------- | ------------ |
| 26 de junho | 10:05   | Eliminatória |
| 26 de junho | 18:11   | Semifinal    |
| 27 de junho | 18:22   | Final        |

## Medalhistas
| Ouro   | GBR Duncan Scott    |
| Prata  | GBR Cameron Kurle   |
| Bronze | RUS Elisei Stepanov |

## Recordes
Antes desta competição, os recordes mundiais e dos jogos europeus dessa prova eram os seguintes:
| Tipo                       | Atleta              | Tempo   | Local | Data                |
| -------------------------- | ------------------- | ------- | ----- | ------------------- |
|                            | GER Paul Biedermann | 1m42s00 | Roma  | 28 de julho de 2009 |
| Recorde dos Jogos Europeus | Não estabelecido    | –       |       |                     |

Os seguintes recordes mundiais ou dos jogos europeus foram estabelecidos durante esta competição:
| Data        | Evento | Nome         | Nacionalidade | Tempo   | Notas                      |
| ----------- | ------ | ------------ | ------------- | ------- | -------------------------- |
| 27 de junho | Final  | Duncan Scott | Reino Unido   | 1:48.55 | Recorde dos Jogos Europeus |

## Resultados

### Eliminatórias
A eliminatória foi realizada no dia 24 de junho. 
| Pos. | Bateria | Raia | Nadador                  | Nacionalidade    | Tempo   | Notas  |
| ---- | ------- | ---- | ------------------------ | ---------------- | ------- | ------ |
| 1    | 4       | 4    | Elisei Stepanov          | RUS Rússia       | 1:49.29 | Q,     |
| 2    | 6       | 4    | Duncan Scott             | GBR Grã-Bretanha | 1:49.39 | Q      |
| 3    | 6       | 5    | Cameron Kurle            | GBR Grã-Bretanha | 1:49.83 | Q      |
| 4    | 6       | 7    | Nikolay Snegirev         | RUS Rússia       | 1:50.22 | Q      |
| 5    | 5       | 4    | Aleksandr Prokofev       | RUS Rússia       | 1:50.27 |        |
| 6    | 4       | 6    | Marc Vivas               | ESP Espanha      | 1:50.93 | Q      |
| 7    | 4       | 5    | Kyle Chisholm            | GBR Grã-Bretanha | 1:51.18 |        |
| 8    | 3       | 4    | Erge Gezmis              | TUR Turquia      | 1:51.62 | Q      |
| 9    | 6       | 8    | Mateusz Arndt            | POL Polônia      | 1:51.73 | Q      |
| 10   | 6       | 3    | Sebastian Steffan        | AUT Áustria      | 1:51.79 | Q, RET |
| 11   | 5       | 1    | Valentin Borisavljevic   | BEL Bélgica      | 1:51.83 | Q      |
| 12   | 5       | 6    | Guillem Pujol            | ESP Espanha      | 1:51.92 | Q      |
| 13   | 5       | 2    | Thomas Thijs             | BEL Bélgica      | 1:51.96 | Q      |
| 14   | 5       | 5    | Martyn Walton            | GBR Grã-Bretanha | 1:51.99 |        |
| 15   | 4       | 0    | Filippo Megli            | ITA Itália       | 1:52.15 | Q      |
| 16   | 6       | 1    | Joan Casanovas           | ESP Espanha      | 1:52.20 |        |
| 17   | 6       | 6    | Moritz Brandt            | GER Alemanha     | 1:52.30 | Q      |
| 18   | 4       | 2    | Dimitrios Dimitriou      | GRE Grécia       | 1:52.51 | Q      |
| 19   | 5       | 7    | Alexis Borisavljevic     | BEL Bélgica      | 1:52.55 |        |
| 20   | 2       | 5    | Blaž Demšar              | SLO Eslovênia    | 1:52.72 | Q      |
| 21   | 5       | 3    | Igor Shadrin             | RUS Rússia       | 1:52.80 |        |
| 22   | 4       | 1    | Konstantin Walter        | GER Alemanha     | 1:52.84 | Q      |
| 23   | 4       | 3    | Henning Mühlleitner      | GER Alemanha     | 1:52.91 |        |
| 24   | 3       | 1    | Andrea Mozzini Vellen    | SUI Suíça        | 1:52.99 | Q      |
| 25   | 4       | 7    | Alessio Proietti Colonna | ITA Itália       | 1:53.24 |        |
| 26   | 6       | 0    | Ricardo Rosales          | ESP Espanha      | 1:53.28 |        |
| 27   | 4       | 9    | Daniel Forndal           | SWE Suécia       | 1:53.58 |        |
| 28   | 3       | 6    | Matteo Cinquino          | ITA Itália       | 1:53.87 |        |
| 29   | 3       | 3    | Kaan Özcan               | TUR Turquia      | 1:53.92 |        |
| 30   | 6       | 2    | Alexander Trap           | BEL Bélgica      | 1:54.36 |        |
| 31   | 2       | 6    | Cla Remund               | SUI Suíça        | 1:54.42 |        |
| 32   | 3       | 9    | Armin Remenyi            | HUN Hungria      | 1:54.55 |        |
| 33   | 5       | 9    | Filip Grimberg           | SWE Suécia       | 1:54.65 |        |
| 34   | 3       | 2    | João Gil                 | POR Portugal     | 1:54.67 |        |
| 35   | 4       | 8    | Alexander Lohmar         | GER Alemanha     | 1:54.71 |        |
| 36   | 1       | 4    | Igor Kostovski           | CRO Croácia      | 1:54.78 |        |
| 37   | 3       | 8    | Borna Jukić              | CRO Croácia      | 1:54.99 |        |
| 38   | 5       | 8    | Andrej Barna             | SRB Sérvia       | 1:55.07 |        |
| 39   | 2       | 4    | Viacheslav Ohnov         | UKR Ucrânia      | 1:55.09 |        |
| 40   | 1       | 5    | Filip Hodur              | POL Polônia      | 1:55.27 |        |
| 41   | 3       | 5    | Alessandro Miressi       | ITA Itália       | 1:55.51 |        |
| 42   | 2       | 9    | Juliusz Gosieniecki      | POL Polônia      | 1:55.87 |        |
| 43   | 2       | 1    | Manuel Leuthard          | SUI Suíça        | 1:56.12 |        |
| 43   | 3       | 0    | Batuhan Hakan            | TUR Turquia      | 1:56.12 |        |
| 45   | 5       | 0    | Gustaf Dahlman           | SWE Suécia       | 1:57.14 |        |
| 46   | 2       | 0    | Gabriel Sonoc            | ROU Romênia      | 1:57.18 |        |
| 47   | 3       | 7    | Sigurd Holten Bøen       | NOR Noruega      | 1:57.34 |        |
| 48   | 2       | 8    | Max Mannes               | LUX Luxemburgo   | 1:57.49 |        |
| 49   | 2       | 2    | Olivier Petignat         | SUI Suíça        | 1:57.71 |        |
| 50   | 1       | 7    | Kyriacos Papa-Adams      | CYP Chipre       | 1:58.79 |        |
| 51   | 1       | 3    | Marius Ihlen Gardshodn   | FRO Ilhas Faroé  | 1:59.41 |        |
| 52   | 1       | 6    | Georgia Biganishvili     | GEO Geórgia      | 2:01.01 |        |
| 53   | 1       | 2    | Franc Aleksi             | ALB Albânia      | 2:01.88 |        |
| 99   | 2       | 3    | Ole-Mikal Fløgstad       | NOR Noruega      | DNS     |        |
| 99   | 2       | 7    | Jakub Książek            | POL Polônia      | DNS     |        |
| 99   | 6       | 9    | Victor Johansson         | SWE Suécia       | DNS     |        |

### Semifinal
A semifinal foi realizada no dia 26 de junho.

#### Semifinal 1
| Pos. | Raia | Nadador                | Nacionalidade    | Tempo   | Notas |
| ---- | ---- | ---------------------- | ---------------- | ------- | ----- |
| 1    | 5    | Nikolay Snegirev       | RUS Rússia       | 1:49.57 | Q     |
| 2    | 4    | Duncan Scott           | GBR Grã-Bretanha | 1:50.11 | Q     |
| 3    | 3    | Erge Gezmis            | TUR Turquia      | 1:51.63 |       |
| 4    | 7    | Moritz Brandt          | GER Alemanha     | 1:51.89 |       |
| 5    | 1    | Blaž Demšar            | SLO Eslovênia    | 1:52.80 |       |
| 6    | 6    | Valentin Borisavljevic | BEL Bélgica      | 1:52.90 |       |
| 7    | 8    | Andrea Mozzini Vellen  | SUI Suíça        | 1:52.96 |       |
| 8    | 2    | Thomas Thijs           | BEL Bélgica      | 1:54.29 |       |

#### Semifinal 2
| Pos. | Raia | Nadador             | Nacionalidade    | Tempo   | Notas |
| ---- | ---- | ------------------- | ---------------- | ------- | ----- |
| 1    | 4    | Elisei Stepanov     | RUS Rússia       | 1:49.43 | Q     |
| 2    | 5    | Cameron Kurle       | GBR Grã-Bretanha | 1:49.50 | Q     |
| 3    | 3    | Marc Vivas          | ESP Espanha      | 1:50.55 | q     |
| 4    | 6    | Mateusz Arndt       | POL Polônia      | 1:51.13 | q     |
| 5    | 1    | Dimitrios Dimitriou | GRE Grécia       | 1:51.21 | q     |
| 6    | 7    | Filippo Megli       | ITA Itália       | 1:51.24 | q     |
| 7    | 2    | Guillem Pujol       | ESP Espanha      | 1:51.74 |       |
| 8    | 8    | Konstantin Walter   | GER Alemanha     | 1:52.02 |       |

### Final
A final foi realizada no dia 27 de junho.
| Pos.              | Raia | Nadador             | Nacionalidade    | Tempo   | Notas                      |
| ----------------- | ---- | ------------------- | ---------------- | ------- | -------------------------- |
| Medalha de ouro   | 4    | Duncan Scott        | GBR Grã-Bretanha | 1:48.55 | Recorde dos Jogos Europeus |
| Medalha de prata  | 5    | Cameron Kurle       | GBR Grã-Bretanha | 1:48.92 |                            |
| Medalha de bronze | 8    | Elisei Stepanov     | RUS Rússia       | 1:49.64 |                            |
| 4                 | 1    | Nikolay Snegirev    | RUS Rússia       | 1:49.83 |                            |
| 5                 | 2    | Filippo Megli       | ITA Itália       | 1:50.84 |                            |
| 6                 | 3    | Marc Vivas          | ESP Espanha      | 1:51.03 |                            |
| 7                 | 6    | Dimitrios Dimitriou | GRE Grécia       | 1:51.39 |                            |
| 8                 | 7    | Mateusz Arndt       | POL Polônia      | 1:51.80 |                            |

Legenda
| Recorde mundial            | Recorde mundial (World record)                     |                       | Recorde africano                      | Recorde africano (African) |                                           | Q | Classificado por posição (Qualified) |
| Recorde dos Jogos Europeus | Recorde dos Jogos Europeus (European Games record) | Recorde da América    | Recorde da América (Americas)         | q                          | Classificado por melhor tempo (Qualified) |   |                                      |
| Melhor marca do ano        | Melhor marca do ano (World leading)                | Recorde asiático      | Recorde asiático (Asian)              | DNS                        | Não largou (Did not start)                |   |                                      |
| Recorde nacional           | Recorde nacional (National record)                 | Recorde europeu       | Recorde europeu (European)            | DNF                        | Não terminou (Did not finish)             |   |                                      |
| Recorde pessoal            | Recorde pessoal do atleta (Personal best)          | Recorde da Oceania    | Recorde da Oceania (Oceania)          | DSQ / DQ                   | Desclassificado (Disqualified)            |   |                                      |
| Recorde da temporada       | Recorde da temporada do atleta (Season best)       | Recorde sul-americano | Recorde sul-americano (South America) | NM                         | Sem marca (No mark)                       |   |                                      |